# The Honeymooners
The Honeymooners är en amerikansk situationskomediserie som ursprungligen sändes på DuMont Networks Cavalcade of Stars och sedan på CBS The Jackie Gleason Show med start 1 oktober 1955. Huvudrollen som den argsint komiske busschauffören Ralph Kramden spelades av Jackie Gleason. 

## Handling
Serien följer busschauffören Ralph Kramden (Jackie Gleason), hans fru Alice (Audrey Meadows), Ralphs granne och bäste vän Ed Norton (Art Carney) och Eds fru Trixie (Joyce Randolph) när de blir involverade i olika vardagssituationer. Huvuddelen av serien utspelas i familjen Kramdens kök i en ruffig lägenhetsbyggnad i New York-stadsdelen Brooklyn.

## Rollista
| Jackie Gleason | – Ralph Kramden |
| Art Carney     | – Ed Norton     |
| Audrey Meadows | – Alice Kramden |
| Joyce Randolph | – Trixie Norton |

## Mottagande
Serien var till en början en framgång och hamnade under sin första säsong på andra plats sett till tittarsiffror, men under senare säsonger blev konkurrensen från The Perry Como Show alltför hård och det sista avsnittet sändes 22 september 1956.